# 猿楽町で会いましょう
『猿楽町で会いましょう』（さるがくちょうであいましょう）は、2019年に制作された日本の映画。2021年6月4日に公開された。主演は 金子大地と石川瑠華で、監督は児山隆。

## 概要
2019年4月、第2回未完成映画予告編大賞MI-CANにてグランプリを受賞。同年6月、本編の製作が決定した。初の商業監督映画となる児山隆がメガホンを取り、脚本は児山が渋谷悠と共に手掛けた。
主演の石川瑠華は予告編制作時には女優活動を行っておらず、商業作品における主演が初演技となった。監督の児山自らInstagramで交渉したことを舞台挨拶で明かしている。
同年10月の第32回東京国際映画祭における日本映画スプラッシュ部門に出品し、この映画祭が本編初上映となった。2020年1月19日に愛媛国際映画祭で上映。
また、刺激の強い性愛描写があるため映倫からはR-15標記区分に指定されている（映倫番号 122082）。
2020年6月5日公開予定であったが、新型コロナウイルス感染拡大の影響を受け延期され、1年後の2021年6月4日公開に変更されている。
2020年6月26日からのウディネ ファーイースト映画祭・コンペティション部門ノミネート。こちらの映画祭も新型コロナウイルスの影響を受け、オンラインでの開催が発表された。

## あらすじ
駆け出しのフォトグラファー小山田と、読者モデルのユカ。2人は恋に落ち東京・猿楽町のアパートで暮らすこととなる。そんな中、小山田が撮った彼女の写真が2人の運命を変えていくことになる。なぜ、ユカはそんなに儚く虚像っぽいのか。

## キャスト
小山田修司
演 - 金子大地
売れないフォトグラファー
田中ユカ
演 - 石川瑠華
つかみどころのない読者モデル。
北村良平
演 - 栁俊太郎
若手インテリアデザイナー。
大島久子
演 - 小西桜子
ユカの友人。
嵩村秋彦
演 - 前野健太
小山田が売り込みをするファッション雑誌編集長。
片岡康平
演 - 長友郁真
小山田と仕事をする編集者。
山本優一
演 - 大窪人衛
ユカに恋するバイト仲間。
久万紀子
演 - 呉城久美
ユカのバイト先の店長。
山中一友
演 - 岩瀬亮

## スタッフ
- 監督：児山隆
- 脚本：児山隆、渋谷悠
- 製作：長坂信人
- エグゼクティブプロデューサー：神康幸
- プロデューサー：利光佐和子
- 音楽プロデューサー：鶴丸正太郎
- 協力プロデューサー：井上潔
- 撮影：松石洪介
- 照明：佐伯琢磨
- 録音：桐山裕行
- 美術：三ツ松けいこ
- 装飾：山田真太郎
- スタイリスト：JOE
- ヘアメイク：中山有紀
- 編集：柿原未奈
- 音楽：橋本竜樹
- 助監督：東條政利
- キャスティング：新江佳子
- 制作担当：高橋恒次
- 写真：草野庸子
- 後援：ドリームインキュベータ
- 配給：ラビットハウス
- 制作プロダクション：オフィスクレッシェンド

## 音楽

### エンディングテーマ
- 春ねむり『セブンス・ヘブン』（TO3S RECORDS）[9]

予告編ナレーションも担当。一般公開用に追加されており、東京国際映画祭時点では流されていない。